# パワン・マルホートラ
パワン・マルホートラ（Pavan Malhotra、1958年7月2日 - ）は、インドのボリウッドで活動する俳優。代表作に『Aithe』『Black Friday』がある。

## キャリア
デリー出身。オールドデリーのマナヴ・スタリ・スクールで教育を受け、デリー大学ハンスラージ・カレッジの芸術学部に進学した。卒業後はデリーの劇団を経てムンバイに活動拠点を移し、テレビシリーズ『Yeh Jo Hai Zindagi』のアシスタントとして働き、1986年に『Nukkad』に出演する。また、1984年にパンカジ・パラシャールの『Ab Ayega Mazaa』で映画俳優デビューしている。1989年にはブッダデーブ・ダースグプタの『Bagh Bahadur』、サイード・アクタル・ミルザの『Salim Langde Pe Mat Ro』で主役を務め、この他にシャーム・ベネガル、ディーパ・メータ、ローランド・ジョフィの監督映画に頻繁に出演している。

## フィルモグラフィー
- Ab Ayega Mazaa（1984年）
- Khamosh（1986年）
- Bagh Bahadur（1989年）
- Salim Langde Pe Mat Ro（1989年）
- Sau Crore（1991年）
- Antarnaad（1991年）
- シティ・オブ・ジョイ（1992年）
- Tarpan（1994年）
- Brothers in Trouble（1995年）
- Pardes（1997年）
- Earth（1998年）
- Fakir（1998年）
- The Perfect Husband（2003年）
- Aithe（2003年）
- Eashwar Mime Co.（2005年）
- Andhrudu（2005年）
- Amma Cheppindi（2006年）
- DON -過去を消された男-（2006年）
- Black Friday（2007年）
- Blood Brothers（2007年）
- Jab We Met（2007年）
- My Name Is Anthony Gonsalves（2008年）
- De Taali（2008年）
- Maan Gaye Mughal-e-Azam（2008年）
- デリー6（2009年）
- Ek Tho Chance（2009年）
- Road to Sangam（2009年）
- Badmaash Company（2010年）
- Yeh Faasley（2011年）
- サタン 〜悪魔の通り道〜（英語版）（2011年）
- Ek Thi Daayan（2013年）
- ミルカ（2013年）
- Punjab 1984（2014年）
- Children of War（2014年）
- バンバン!（2014年）
- Eh Janam Tumhare Lekhe（2015年）
- Zorawar（2016年）
- ルストムの裁判（英語版）（2016年）
- Missing on a Weekend（2016年）
- Super Singh（2017年）
- Mubarakan（2017年）
- Judwaa 2（2017年）
- KESARI/ケサリ 21人の勇者たち（2019年）[6]
- Setters（2019年）
- Family of Thakurganj（2019年）

## 受賞歴
- ナンディ賞 審査員特別賞（英語版）：『Aithe』（2003年）
- フィルムフェア賞 テルグ語映画部門悪役賞：『Aithe』（2003年）[7]